# Bob Clarke Trophy
Bob Clarke Trophy – nagroda przyznawana każdego sezonu najlepszemu strzelcowi ligi Western Hockey League. Nazwa trofeum pochodzi od imienia i nazwiska Bobby’ego Clarka. Po raz pierwszy przyznano je w sezonie 1966–1967.

## Lista nagrodzonych
- 2016–2017: Sam Steel, Regina Pats
- 2015–2016: Adam Brooks, Regina Pats
- 2014–2015: Oliver Bjorkstrand, Portland Winterhawks
- 2013–2014: Mitch Holmberg, Spokane Chiefs
- 2012–2013: Brendan Leipsic, Portland Winterhawks
- 2011–2012: Brendan Shinnimin, Tri-City Americans
- 2010–2011: Linden Vey, Medicine Hat Tigers
- 2009–2010: Brandon Kozun, Calgary Hitmen
- 2008–2009: Casey Pierro-Zabotel, Vancouver Giants
- 2007–2008: Mark Santorelli, Chilliwack Bruins
- 2006–2007: Zach Hamill, Everett Silvertips
- 2005–2006: Troy Brouwer, Moose Jaw Warriors
- 2004–2005: Eric Fehr, Brandon Wheat Kings
- 2003–2004: Tyler Redenbach, Swift Current Broncos
- 2002–2003: Erik Christensen, Kamloops Blazers
- 2001–2002: Nathan Barrett, Lethbridge Hurricanes
- 2000–2001: Justin Mapletoft, Red Deer Rebels
- 1999–2000: Brad Moran, Calgary Hitmen
- 1998–1999: Pavel Brendl, Calgary Hitmen
- 1997–1998: Serhij Warłamow, Swift Current Broncos
- 1996–1997: Todd Robinson, Portland Winter Hawks
- 1995–1996: Mark Deyell, Saskatoon Blades
- 1994–1995: Daymond Langkow, Tri-City Americans
- 1993–1994: Lonny Bohonos, Portland Winter Hawks
- 1992–1993: Jason Krywulak, Swift Current Broncos
- 1991–1992: Kevin St. Jaques, Lethbridge Hurricanes
- 1990–1991: Ray Whitney, Spokane Chiefs
- 1989–1990: Len Barrie, Kamlops Blazers
- 1988–1989: Dennis Holland, Portland Winter Hawks
- 1987–1988: Theoren Fleury, Moose Jaw Warriors i Joe Sakic, Swift Current Broncos
- 1986–1987: Wschodnia konferencja: Craig Endean, Regina Pats; Zachodnia konferencja: Rob Brown, Kamloops Blazers
- 1985–1986: Rob Brown, Kamloops Blazers
- 1984–1985: Cliff Ronning, New Westminster Bruins
- 1983–1984: Ray Ferraro, Brandon Wheat Kings
- 1982–1983: Dale Derkatch, Regina Pats
- 1981–1982: Jock Callander, Regina Pats
- 1980–1981: Brian Varga, Regina Pats
- 1979–1980: Doug Wickenheiser, Regina Pats
- 1978–1979: Brian Propp, Brandon Wheat Kings
- 1977–1978: Brian Propp, Brandon Wheat Kings
- 1976–1977: Bill Derlago, Brandon Wheat Kings
- 1975–1976: Bernie Federko, Saskatoon Blades
- 1974–1975: Mel Bridgman, Victoria Cougars
- 1973–1974: Ron Chipperfield, Brandon Wheat Kings
- 1972–1973: Tom Lysiak, Medicine Hat Tigers
- 1971–1972: Tom Lysiak, Medicine Hat Tigers
- 1970–1971: Chuck Arnason, Flin Flon Bombers
- 1969–1970: Reggie Leach, Flin Flon Bombers
- 1968–1969: Bobby Clarke, Flin Flon Bombers
- 1967–1968: Bobby Clarke, Flin Flon Bombers
- 1966–1967: Gerry Pinder, Saskatoon Blades